# Fortín de Sástago
El Fortín de Sástago es un fortín de fusileros que se encuentra en la villa de Sástago, en la provincia de Zaragoza, Aragón, España.

## Historia
El fortín se construyó en la segunda mitad de 1875 y formaba parte de una red de 45 torres ópticas que se extendía desde Zaragoza a Amposta siguiendo el curso del río Ebro por la margen derecha. Se edificó en el contexto de la tercera guerra carlista siguiendo órdenes del general Manuel de Salamanca Negrete, que reorganizó la defensa del eje del Ebro contra los carlistas, y bajo la dirección técnica del capitán del cuerpo de Ingenieros Manuel Bringas Martínez que diseñó un modelo tipo de torre óptica estándar para toda la línea defensiva del que únicamente se apartan en Aragón la torre de Salamanca de Caspe, el fortín de Novillas y este fortín de Sástago.

## Descripción
El fortín se sitúa sobre una cima en un meandro del río Ebro teniendo una excelente visibilidad sobre las localidades de Alforque, Cinco Olivas, Alborge y Sástago y el terreno circundante. La torre propiamente dicha se encuentra rodeada por un recinto fortificado. 
Es un recinto con forma de pentágono irregular, con baluartes defensivos y garitas, que en el centro tiene una torre de planta cuadrada. Está construido en mampostería revocada con yeso. 
El acceso está protegido por un foso. La entrada se realiza entre dos muros, uno de los cuales se ha prolongado para configurar un acceso en codo con finalidad defensiva. 
En el lienzo de la fortificación en el que se constituye el acceso, y flanqueando este, se situaban dos dependencias o estancias de planta rectangular, en cuyos extremos se alzaban baluartes en resalte. En el resto de los vértices del polígono irregular que configura el vértice se alzan también baluartes o garitas, estas últimas de planta aproximadamente circular, abiertas hacia el interior y cubiertas con una tosca bovedilla. Todos los paramentos del recinto están abiertos con líneas de aspilleras para la defensa. 
La torre central es como el resto de las torres ópticas de la zona construidas durante la tercera guerra carlista solo que incluye un pequeño cuerpo superior que el resto no posee. Es de planta cuadrada, con esquinas achaflanadas de sillería y tres pisos de altura que pueden adivinarse gracias a las aspilleras que vemos desde el exterior. El piso inferior servía como almacén, el siguiente como zona para la guarnición y el remate era una azotea, con el pretil abierto en troneras, utilizada para las señales ópticas. En este caso, sobre la azotea, en una de sus esquinas, iba una torre cuadrangular de menores dimensiones, que se sostiene desde el suelo gracias a un pilar de sillería colocado en uno de sus ángulos.

## Catalogación
El Fortín de Sástago está incluido dentro de la relación de castillos considerados Bienes de Interés Cultural, en virtud de lo dispuesto en la disposición adicional segunda de la Ley 3/1999, de 10 de marzo, del Patrimonio Cultural Aragonés. Este listado fue publicado en el Boletín Oficial de Aragón del día 22 de mayo de 2006.